# Marcos Ramírez

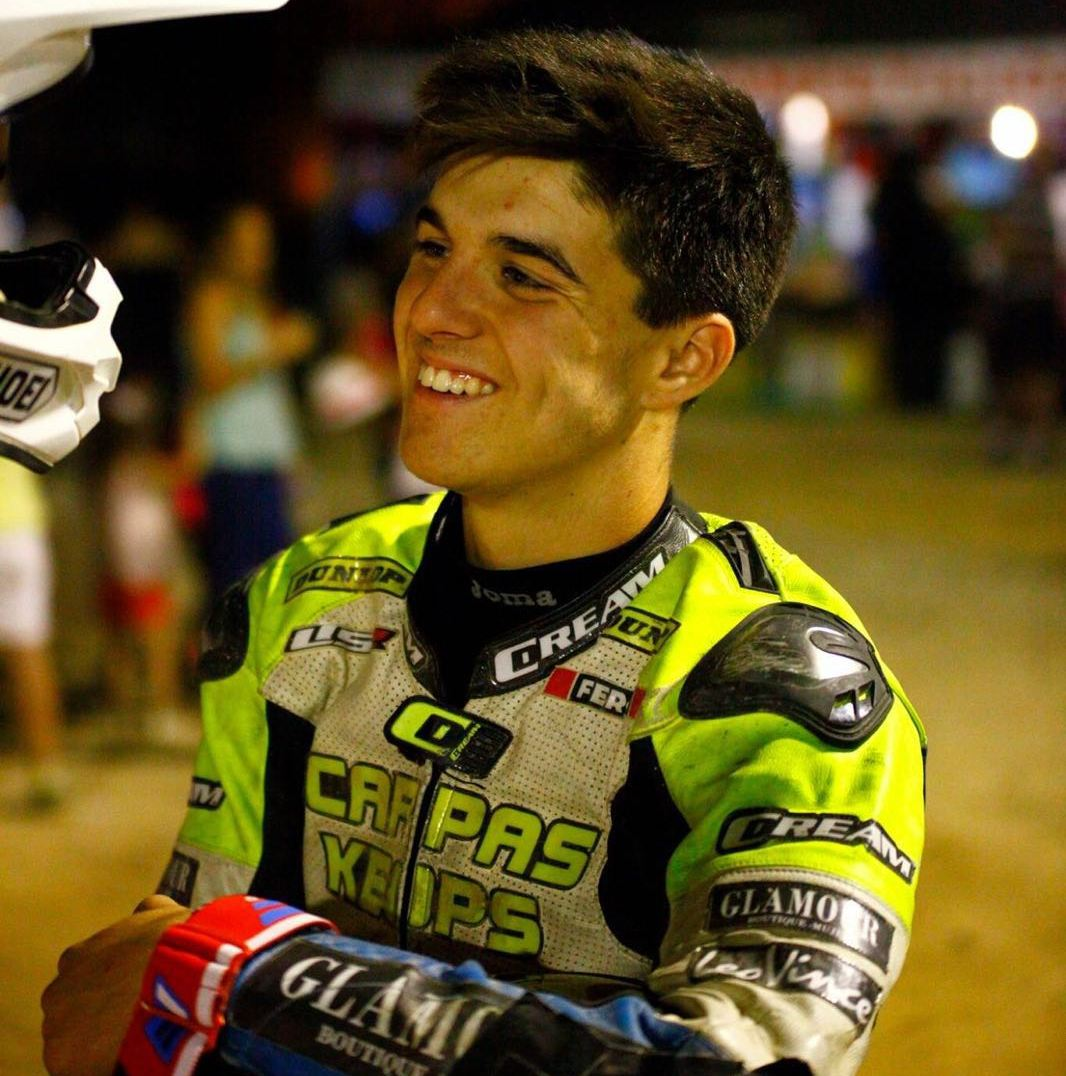
Marcos Ramírez in 2016.

Marcos Ramírez Fernández (Conil de la Frontera, 16 december 1997) is een Spaans motorcoureur.

## Carrière
Ramírez begon zijn motorsportcarrière in 2008, toen hij het 70cc MiniGP-kampioenschap van de regio Andalusië won. In 2009 won hij dit kampioenschap in de 80cc- en 125cc-klassen. In zowel 2010 als 2011 won hij het 125cc-kampioenschap van Andalusië, alsmede het Pre GP-kampioenschap van de regio.
In 2012 debuteerde Ramírez in zowel het Spaanse Moto3-kampioenschap als de FIM MotoGP Rookies Cup. In de Spaanse Moto3 reed hij op een FTR Honda en werd hij vijfde in het kampioenschap met 63 punten, met twee vierde plaatsen op het Motorland Aragón en het Circuito de Albacete als beste klasseringen. In de Rookies Cup behaalde hij drie tweede plaatsen op het Circuito Permanente de Jerez, het TT-Circuit Assen en Aragón, waardoor hij met 153 punten zesde werd in de eindstand.
In 2013 reed Ramírez opnieuw in zowel de Spaanse Moto3 als de Rookies Cup. In de Spaanse Moto3 reed hij op een KTM en stond hij driemaal op het podium op Albacete, het Circuito de Navarra en Jerez. Met 114 punten eindigde hij op de tweede plaats in het klassement, slechts een punt achter Fabio Quartararo. In de Rookies Cup behaalde hij vijf derde plaatsen op Assen, Silverstone (tweemaal), het Misano World Circuit Marco Simoncelli en Aragón. Hij behaalde 145 punten, waarmee hij vijfde werd in de eindstand.
In 2014 reed Ramírez een derde seizoen in de Spaanse Moto3. Hij begon het seizoen op een KTM, maar stapte in de laatste vier races over op een Ioda. Met een enkele podiumplaats op het Autódromo Internacional do Algarve zakte hij naar de vijfde plaats in de eindstand met 101 punten. Daarnaast maakte hij dat jaar zijn debuut in de Moto3-klasse van het wereldkampioenschap wegrace met een wildcard op een KTM bij het team Calvo Team Laglisse tijdens zijn thuisrace en eindigde de race op plaats 21.
In 2015 reed Ramírez in het wereldkampioenschap Supersport. Hij begon het seizoen op een Kawasaki bij het team Catbike/exit, maar vertrok hier na de eerste race weer. Vervolgens reed hij in het derde raceweekend op Aragón als wildcardcoureur op een Yamaha bij het Autos Arroyo Pastrana Racing Team. Tot slot reed hij vijf races op een Honda bij het Team Lorini als vervanger van Alessandro Nocco. In totaal scoorde hij 12 punten, waardoor hij met een elfde plaats op het Autódromo Internacional do Algarve als beste klassering op plaats 21 in het klassement eindigde.
In 2016 keerde Ramírez terug in het Spaanse Moto3-kampioenschap. Op een KTM won hij vijf races op het Circuit Ricardo Tormo Valencia (tweemaal) en in Aragón, de Algarve en Jerez. Met drie andere podiumplaatsen werd hij achter Lorenzo Dalla Porta tweede in de eindstand met 205 punten. Tevens keerde hij dat jaar terug in het wereldkampioenschap Moto3 bij het team Platinum Bay Real Estate op een Mahindra vanaf de race in Oostenrijk als vervanger van Danny Webb. Met een zesde plaats in Maleisië als beste klassering eindigde hij met 19 punten op plaats 26 in het klassement.
In 2017 maakte Ramírez zijn fulltime debuut in het wereldkampioenschap Moto3 bij Platinum Bay Real Estate op een KTM. In de race in Duitsland behaalde hij zijn eerste podiumplaats en tijdens de seizoensafsluiter in Valencia voegde hij hier een tweede podiumplaats aan toe. Met 123 punten eindigde hij op de achtste plaats in het klassement. In 2018 reed hij opnieuw op een KTM bij hetzelfde team, dat nu Bester Capital Dubai heette. Aan het begin van het seizoen scoort hij twee opeenvolgende derde plaatsen in Spanje en Frankrijk, maar in de rest van het jaar kwam hij niet meer in de top 3 terecht. Met 102 punten zakte hij naar de tiende plaats in de eindstand.
In 2019 stapte Ramírez binnen het wereldkampioenschap Moto3 over naar het team Leopard Racing, waar hij op een Honda de naar de Moto2 vertrokken Enea Bastianini verving. Tijdens de race in Catalonië wist hij zijn eerste Grand Prix-zege te behalen.

## Statistieken

### Grand Prix

#### Per seizoen
| Seizoen | Klasse | Motor     | Team                          | Races | Winst | Podiums | Poles | SR | Ptn | Pos |
| ------- | ------ | --------- | ----------------------------- | ----- | ----- | ------- | ----- | -- | --- | --- |
| 2014    | Moto3  | KTM       | Team Laglisse Calvo           | 1     | 0     | 0       | 0     | 0  | 0   | NC  |
| 2016    | Moto3  | Mahindra  | Platinum Bay Real Estate      | 9     | 0     | 0       | 0     | 0  | 19  | 26e |
| 2017    | Moto3  | KTM       | Platinum Bay Real Estate      | 18    | 0     | 2       | 0     | 1  | 123 | 8e  |
| 2018    | Moto3  | KTM       | Bester Capital Dubai          | 18    | 0     | 2       | 0     | 0  | 102 | 10e |
| 2019    | Moto3  | Honda     | Leopard Racing                | 19    | 2     | 4       | 2     | 1  | 183 | 3e  |
| 2020    | Moto2  | Kalex     | American Racing               | 15    | 0     | 0       | 0     | 0  | 37  | 19e |
| 2021    | Moto2  | Kalex     | American Racing               | 17    | 0     | 0       | 0     | 0  | 39  | 17e |
| 2022    | Moto2  | MV Agusta | MV Agusta Forward Racing      | 20    | 0     | 0       | 0     | 0  | 5   | 30e |
| 2023    | Moto2  | Forward   | Forward Team                  | 8     | 0     | 0       | 0     | 0  | 0   | 16e |
| 2023    | Moto2  | Kalex     | American Racing               | 11    | 0     | 1       | 0     | 0  | 65  | 16e |
| 2024    | Moto2  | Kalex     | OnlyFans American Racing Team | 20    | 0     | 1       | 0     | 0  | 116 | 11e |
| 2025*   | Moto2  | Kalex     | OnlyFans American Racing Team | 13    | 0     | 0       | 0     | 0  | 84  | 10e |
| Totaal  | Totaal | Totaal    | Totaal                        | 169   | 2     | 10      | 2     | 2  | 773 |     |

#### Per klasse
| Klasse | Seizoenen        | 1e GP            | 1e podium        | 1e winst         | Races | Winst | Podiums | Poles | SR | Ptn | Kampioen |
| ------ | ---------------- | ---------------- | ---------------- | ---------------- | ----- | ----- | ------- | ----- | -- | --- | -------- |
| Moto3  | 2014, 2016-2019  | Spanje 2014      | Duitsland 2017   | Catalonië 2019   | 65    | 2     | 8       | 2     | 2  | 427 | 0        |
| Moto2  | 2020-heden       | Qatar 2020       | Maleisië 2023    |                  | 103   | 0     | 2       | 0     | 0  | 346 | 0        |
| Totaal | 2014, 2016-heden | 2014, 2016-heden | 2014, 2016-heden | 2014, 2016-heden | 169   | 2     | 10      | 2     | 2  | 773 | 0        |

#### Races per jaar
(vetgedrukt betekent pole positie; cursief betekent snelste ronde)
| Jaar | Klasse | Motor     | 1       | 2      | 3       | 4       | 5       | 6       | 7       | 8       | 9      | 10      | 11      | 12      | 13      | 14      | 15     | 16     | 17      | 18      | 19     | 20     | 21  | 22  | Pos | Ptn |
| ---- | ------ | --------- | ------- | ------ | ------- | ------- | ------- | ------- | ------- | ------- | ------ | ------- | ------- | ------- | ------- | ------- | ------ | ------ | ------- | ------- | ------ | ------ | --- | --- | --- | --- |
| 2014 | Moto3  | KTM       | QAT     | AME    | ARG     | SPA 21  | FRA     | ITA     | CAT     | NED     | DUI    | INP     | TSJ     | GBR     | SMR     | ARA     | JPN    | AUS    | MAL     | VAL     |        |        |     |     | NC  | 0   |
| 2016 | Moto3  | Mahindra  | QAT     | ARG    | AME     | SPA     | FRA     | ITA     | CAT     | NED     | DUI    | OOS 26  | TSJ 18  | GBR DNF | SMR DNF | ARA 27  | JPN 17 | AUS 7  | MAL 6   | VAL DNF |        |        |     |     | 26  | 19  |
| 2017 | Moto3  | KTM       | QAT 9   | ARG 13 | AME 16  | SPA 4   | FRA 4   | ITA 9   | CAT 6   | NED 6   | DUI 3  | TSJ 7   | OOS 12  | GBR DNF | SMR 12  | ARA 7   | JPN 14 | AUS 21 | MAL 17  | VAL 3   |        |        |     |     | 8   | 123 |
| 2018 | Moto3  | KTM       | QAT 15  | ARG 12 | AME DNF | SPA 3   | FRA 3   | ITA 15  | CAT DNF | NED 10  | DUI 4  | TSJ 7   | OOS 15  | GBR C   | SMR 16  | ARA 5   | THA 8  | JPN 12 | AUS DNF | MAL 11  | VAL 9  |        |     |     | 10  | 102 |
| 2019 | Moto3  | Honda     | QAT 4   | ARG 9  | AME 12  | SPA 23  | FRA DNF | ITA DNF | CAT 1   | NED 7   | DUI 2  | TSJ 16  | OOS 5   | GBR 1   | SMR 7   | ARA DNF | THA 4  | JPN 8  | AUS 2   | MAL 6   | VAL 7  |        |     |     | 3   | 183 |
| 2020 | Moto2  | Kalex     | QAT DNF | SPA 23 | AND 15  | TSJ 19  | OOS 18  | STI 16  | SMR 12  | EMI 17  | CAT 9  | FRA 13  | ARA 6   | TER 9   | EUR 16  | VAL DNF | POR 11 |        |         |         |        |        |     |     | 19  | 37  |
| 2021 | Moto2  | Kalex     | QAT DNF | DOH WD | POR 15  | SPA 11  | FRA 13  | ITA DNF | CAT DNF | DUI 9   | NED 20 | STI 19  | OOS DNF | GBR 20  | ARA 12  | SMR 14  | AME 9  | EMI 10 | ALG 14  | VAL 14  |        |        |     |     | 17  | 39  |
| 2022 | Moto2  | MV Agusta | QAT 17  | INA 17 | ARG 15  | AME 12  | POR DNF | SPA DNF | FRA DNF | ITA DNF | CAT 24 | DUI DNF | NED 17  | GBR DNF | OOS 19  | SMR 16  | ARA 18 | JPN 20 | THA 23  | AUS 17  | MAL 17 | VAL 20 |     |     | 30  | 5   |
| 2023 | Moto2  | Forward   | POR 21  | ARG 24 | AME DNF | SPA 20  | FRA 17  | ITA DNF | DUI 20  | NED WD  | GBR 19 |         |         |         |         |         |        |        |         |         |        |        |     |     | 16  | 65  |
| 2023 | Moto2  | Kalex     |         |        |         |         |         |         |         |         |        | OOS 14  | CAT 16  | SMR 14  | IND 9   | JPN 7   | INA 16 | AUS 10 | THA 6   | MAL 3   | QAT 13 | VAL 4  |     |     | 16  | 65  |
| 2024 | Moto2  | Kalex     | QAT 6   | POR 9  | AME 5   | SPA DNF | FRA 15  | CAT DSQ | ITA 10  | NED 7   | DUI 18 | GBR 15  | OOS 6   | ARA 7   | SMR 15  | EMI 8   | INA 10 | JPN 19 | AUS 10  | THA 3   | MAL 6  | SOL 11 |     |     | 11  | 116 |
| 2025 | Moto2  | Kalex     | THA 5   | ARG 5  | AME 11  | QAT 8   | SPA 12  | FRA 15  | GBR 9   | ARA 8   | ITA 10 | NED 6   | DUI DNF | TSJ 7   | OOS 12  | HON     | CAT    | SMR    | JPN     | INA     | AUS    | MAL    | POR | VAL | 10* | 84* |

* Seizoen nog bezig.